# Раменский сельсовет (Дмитровский район)
Раменский сельсовет — упразднённая административно-территориальная единица, существовавшая на территории Московской губернии и Московской области до 1979 года.
Раменский сельсовет был образован в первые годы советской власти. По данным 1918 года он входил в состав Раменской волости Дмитровского уезда Московской губернии.
15 августа 1921 года Раменская волость была передана в Ленинский уезд.
В 1924 году из Раменского с/с был выделен Быковский с/с.
По данным 1926 года в состав сельсовета входили село Раменье, деревни Борцово, Карамышево, Куминово, Новое Село, а также 2 лесных сторожки.
В 1929 году Раменский с/с был отнесён к Ленинскому (с 1930 — Талдомскому) району Кимрского округа Московской области. При этом к нем убыл присоединён Быковский (селения Быково, Глиньково, Караваево, Маншино и Мироново) с/с.
1 февраля 1963 года Талдомский район был упразднён и Раменский с/с вошёл в Дмитровский сельский район. 11 января 1965 года Раменский с/с был передан в восстановленный Талдомский район.
17 августа 1965 года Раменский с/с был передан в Дмитровский район.
14 февраля 1974 года жилой посёлок Гарского лесничества был передан из Раменского с/с в административное подчинение рабочему посёлку Запрудня Талдомского района.
30 мая 1978 года в Раменском с/с было упразднено селение Мироново.
22 августа 1979 года Раменский с/с был упразднён. При этом его территория была объединена с Дутшевским с/с в новый Зареченский с/с.